# Universul „Războiul bătrânilor”
Războiul bătrânilor (titlu original Old Man's War) este o serie science fiction creată de scriitorul american John Scalzi. Acțiunea se petrece într-un univers populat din greu cu extratereștri (similar universului Uplift a lui David Brin); coloniștii de pe Pământ trebuie să lupte pentru puținele planete care pot susține viața. Prin urmare, Perry trebuie să învețe să se lupte împotriva unei mari varietăți de extratereștri. În timp ce soldații din Infanteria stelară a lui Heinlein și Război etern a lui Haldeman se bazau pe costume de luptă sofisticate pentru a-i învinge pe extratereștri, soldații din Războiul bătrânilor au îmbunătățit ADN-ul și nanotehnologia, devenind mai puternici, mai rapizi și mai rezistenți.

## Conținutul seriei
- Războiul bătrânilor (2005)
- Brigăzile-Fantomă (2006)
- Ultima colonie (2007)
- Povestea lui Zoë (2008)
- The Human Division (2013)
- The End of All Things (2015)

Pe lângă aceste romane, Scalzi a mai scris și două povestiri a căror acțiune se petrece în același univers. Acestea sunt:
- "The Sagan Diary" (2008)
- "After the Coup" (2008)
- "Hafte Sorvalh Eats a Churro and Speaks to the Youth of Today" (2013)

## Povestea
Omenirea s-a avântat în spațiu, unde a întâlnit sute de specii extraterestre, majoritatea dintre ele aflate într-o permanentă luptă pentru noi teritorii în care să-și amplaseze coloniile. Pentru a face față stării beligerante permanente, Forțele Coloniale ale omenirii păstrează Pămntul într-o ignoranță totală față de realitatea cosmică și lansează un program de recrutare a persoanelor vârstnice. Lipsiți de speranța de a mai face vreun lucru important în viață, mulți bătrâni se înrolează în Forțele Coloniale, unde se trezesc cu conștiința mutată într-un corp nou, tânăr, de culoare verde și dotat cu o interfață neurală numită BrainPal. În noul trup, recruții sunt trimiși în misiuni de luptă extrem de dificile, ajutând omenirea să își păstreze coloniile spațiale și să cucerească noi planete. În afara acestor plutoane de recruți, se constituit și Forțe Speciale, formate din oameni creați din ADN-ul pământenilor, a căror vârstă biologică precoce este compensată de o forță și o inteligență supra-umane.
Unul dintre recruții pământeni, John Perry, descoperă că Jane Sagan din Forțele Speciale a fost creată folosindu-se ADN-ul fostei sale soții. Cei doi ajung împreună și participă la salvarea omenirii din fața unui complot condus de trei rase extraterestre ajutate de un savant uman trădător, Charles Boutin. După destrămarea complotului și moartea lui Boutin, cei doi o adoptă pe fiica acestuia, Zoë - devenită un obiect al adorației pentru rasa obinilor, căruia Charles Boutin le-a dăruit conștiința de sine.
Multe dintre rasele universului se aliază într-o organizație numită Conclavul, care împiedică formarea de noi colonii de către rasele care nu au aderat la ea. Uniunea Colonială încearcă să dejoace planurile Conclavului, înființând o colonie într-o locație secretă, colonie la cârma căreia sunt puși John și Jane. Aceștia sunt obligați să facă un joc extrem de riscant în fruntea coloniei care devine pion de sacrificiu în războiul dintre Uniunea Colonială și Conclav. Deși își duce la îndeplinire misiunea, John decide să saboteze Uniunea Colonială, lăsând-o fără principala sa sursă de recruți: merge pe Pământ și le prezintă oamenilor de acolo adevărul despre spațiul cosmic și provocările acestuia, lucru care, până atunci, fusese ținut secret.

## Personaje
- John Perry - scriitor pământean în vârstă de 75 de ani care se înrolează în Forțele Coloniale de Apărare. Conștiința sa este transferată într-un corp modificat, special pregătit pentru luptele spațiale cu alte rase la care participă timp de șase ani. După demobilizare este transferat într-un corp normal și ocupă, pe rând, funcțiile de mediator al satului New Goa de pe planeta Huckleberry, de conducător al nou-înființatei colonii Roanoke și de comandor de navă în cadrul Conclavului.

- Jane Sagan - membră a Brigăzilor-Fantomă din cadrul Forțelor Speciale, creată pronind de la ADN-ul soției decedate a lui John, Kathy. Corpul ei este modificat astfel încât să aibă capacități supraomenești, dar vârsta biologică reală este cea a unui copil. Se căsătorește cu John și îl urmează în locurile prin care acesta este purtat de îndatoririle sale. Este primul om a cărui interfață neurală este generată în întregime din genomul uman.

- Zoë - fiica biologică a lui Charles Boutin, savant uman care trădează omenirea în fața alianței a trei rase extraterestre. Deoarece tatăl ei ajută rasa obinilor să capete conștiință, ajunge să fie venerată și protejată de aceștia. După moartea tatălui său este adoptată de John și Jane.

- Laurence Szilard - general, șef al Forțelor Speciale ale Forțelor Coloniale de Apărare, șef direct al lui Jane.

- Harry Wilson - pământean, cel mai bun prieten al lui John pe perioada antrenamentelor, un individ extrem de inteligent și priceput la știință și tehnologie.

## Tehnologia
Motoarele de salt
Războiul bătrânilor introduce o nouă formă de călătorie interstelară cu viteză superluminică prin intermediul motoarelor de salt. Acestea nu se bazează pe accelerație, ci pe faptul de a lua o navă, a crea o gaură în univers și de a plasa nava la destinație într-un univers nou, identic cu primul. Conform legilor fizicii, universului nu îi plac anomaliile - cum ar fi o navă nouă, așa încât încearcă să păstreze noul univers cât mai aproape de cel vechi. Există limite ale motoarelor de salt, deoarece aceia care le folosesc nu cunosc în întregime cum funcționează. Aceste limitări sunt:
- Obiectul care sare trebuie să fie în afara unui puț gravitațional major.
- Obiectul care sare nu o poate face prea departe, deoarece ar ajunge în afara orizontului saltului.

Uniunea Colonială și alte guverne folosesc pentru a comunica un dispozitiv numit dronă de salt. Acest dispozitiv este format dintr-un calculator echipat cu un motor de salt, fiind lansat de o navă sau de un satelit departe de puțurile gravitaționale locale, către destinație, unde își descarcă informațiile.
Majoritatea raselor extraterestre avansate, cum sunt de exemplu Consu, cunosc mult mai bine modul de utilizare a motoarelor de salt și pot chiar detecta navele care sar în sistemul lor.
BrainPal
BrainPal este un implant neural care permite membrilor Forțelor Coloniale de Apărare (FCA) să comunice între ei, trimită și să primească date (cum ar fi planuri de bătălie), să traducă limbajele extraterestre, să urmărească filme sau să citească.
BrainPal permite soldaților FCA să folosească tehnologia colonială prin puterea gândului. O armă FCA, de exemplu, poate fi folosită doar de către cineva care are BrainPal.
Pentru membrii Brigăzilor Fantomă, BrainPal face mult mai mult, furnizându-le o conștiință sintetică folosită de soldații nou-născuți pentru a funcționa până la dezvoltarea personalității lor. De aceea, cei care se întâlnesc cu Forțele Speciale au impresia că aceștia știu totul. Când un soldat nou-născut se află în fața unei situație nefamiliare, BrainPal încarcă informațiile relevante direct în mintea lor, cu o rată de transfer uimitoare. De asemenea, pentru cei care au un anumit rang, permite citirea minților celorlalte persoane care folosesc BrainPal.
BrainPal permite plutoanelor Forțelor Speciale să se integreze într-o singură minte-matcă: ce vede unul, văd toți. Forțele Speciale luptă ca o singură forță militară perfect disciplinată. În Ultima colonie, Jane Sagan testează prototipul unui implant neural generat în întregime din genomul uman.
Corpurile modificate și transferul conștiinței
În primele zile ale colonizării umane a devenit clar că soldații umani nu erau făcuți să se lupte cu hoarde interminabile de agresori extratereștri. Omenirea a fost salvată de tehnologie, devenind capabilă să crească un corp în câteva luni și să transfere conștiința din corpul vechi în cel nou (creierele fiind identice). Această tehnologie constituie fundamentul Forțelor Coloniale de Apărare, deoarece le permite să recruteze persoane în vârstă și să le transfere mințile în corpuri noi, modificate pentru a deveni super-soldați. După demobilizare, conștiințele sunt transferate înapoi în corpuri obișnuite.
Nanotehnologia
Forțele Coloniale de Apărare folosesc nanotehnologia în aproape toate aspectele operațiunilor militare. Costumele de luptă sunt formate din nanoboți interconectați, nanobots medicali fac operații și ajută la creșterea grefelor, iar sângele soldaților FCA a fost înlocuit cu o soluție nanotehnologică numită SmartBlood, care îndeplinește aceleași funcții ca și sângele, doar că o face mult mai bine, având și câteva funcții suplimentare. Arma principală a infanteriei o constituie MP-35, care își asamblează muniția după dorință dintr-un stoc de materiale (având șase sectoare: carabină, alice, grenade, rachete, aruncător de flăcări și microunde) și se poate auto-repara.
Câmpul sugător
Fiecare rasă extraterestră are propriile avantaje tehnologice. În unele cazuri, rasele extrem de avansate - cum e cazul rasei consu - oferă unei rase combatante un mijloc tehnologic care să-i permită ieșirea dintr-un impas care pune în primejdie supraviețuirea speciei sale. O asemenea tehnologie o constituie câmpul sugător pe care rasa consu i-o oferă lui John Perry prin intermediul obinilor pentru a apăra colonia Roanoke în fața Conclavului. Acest câmp canalizează energia cinetică a muniției folosită de arme (viteza unui glonț, energia sau temperatura emisă de raza unei arme energetice, etc.), redirecționând-o pentru a nu cauza distrugeri țintei, ci pentru a alimenta însuși câmpul.

## Rasele extraterestre
Forma de viață extraterestră de pe Colonia 622, 47 Ursae Majoris
Această specie extraterestră, care nu a primit o denumire oficială din partea FCA, se prezintă sub forma unei substanțe gelatinoase, un soi de fungus care acoperă întreaga suprafață a planetei natale. Ea pătrunde în trupul inamicului prin orice orificiul disponibil, consumând-și apoi victima dinspre interior.
Vârcolacii de pe Roanoke
Ființe inteligente care locuiesc pe planeta Roanoke. Aspectul lor este similar unor vârcolaci, iar organizarea este la nivelul comunei primitive.
Alai
Ingineri uimitori, dispunând de metode de clonare rapidă prin intermediul cărora și-au creat o armată de clone. Intrați în război cu obinii pentru o colonie au fost exterminați de aceștia prin intermediul unui virus acordat la genele clonelor, cu circa 150 de ani înaintea evenimentelor din Brigăzile-Fantomă.
Arrisienii
Rasă extraterestră aparținătoare a Conclavului, ai cărei membri sunt îndesați, pestriți, cu pielea groasă și cu pedunculi oculari înconjurați de smocuri fibroase. Arrisienii au distrus colonia umană Everest.
Bathunga
Ființe acvatice cu o cultură de sute de mii de ani și cu o matematică foarte avansată față de cea a pământenilor. Deși sunt extrem de urâți după standardele umane, sunt una dintre puținele rase pacifiste, conviețuind în relații excelente cu oamenii.
Bhav
Rasă extraterestră care a atras armata FCA într-o ambuscadă în sistemul Wabash, provocându-le pierderi importante.
Consu
O rasă războinică extrem de avansată tehnologic. Luptele sunt pentru ei o combinație de întrecere sportivă și ritual religios, fiind dotați cu un foarte dezvoltat simț al onoarei. Adversarii care îi înfrâng câștigă respectul lor și, în urma unor întreceri unu la unu, sunt dispuși să împărtășească din vastele lor cunoștințe celorlalte rase, mult mai puțin evoluate tehnologic. Ei ajută diversele rase din univers pentru a putea să se ridice, în timp, la nivelul lor, beneficiind astfel de privilegiul de a se reîncarna într-o viață ulterioară în trupul unui Consu.
Covandu
Mamifere bipede, similare oamenilor, dotate cu simț artistic și extrem de teritoriale, dar având doar un inci înălțime. Lupta împotriva lor reprezintă un adevărat masacru făcut de oameni>.
Efg
Creaturi de patruzeci de metri lungime, care posedă o tehnologie prin care pot polimeriza apa, scufundând navele inamice.
Eneshan
Ființe insectoide care trăiesc în stupi, având o cultură matriarhală și tribală. Matriarha este aleasă de conducătoarele principalelor triburi eneshane și își alege un consort dintr-un trib a cărui alianță și-o dorește. Dacă reușește să zămislească o moștenitoare cu acesta, ea îi va urma la tron. În caz contrar, vor urma lupte pentru putere care se vor concretiza în alegerea unei alte matriarhe.
Finwe
Reptile mici de deșert, capabile să lanseze atacuri biologice de la mare distanță.
Gindal
Specie zburătoare, pe care oamenii îi doboară lovindu-le aripile cu rachete.
Kies
Rasă acvatică; una dintre planetele colonizate de ei, Amin, a fost pierdută în urma unei confruntări sângeroase, cunoscută sub numele de Bătălia de la Amin.
Obin
Rasă creată de consu dintr-o specie de omnivore de pe Obinur căreia i-au dăruit inteligență. Membrii ei sunt savanți excelenți cărora însă le lipsește conștiința și, odată cu ea, capacitatea creatoare. Sunt lipsiți de compasiune, nu iau prizonieri, nu mint, se țin deoparte de celelalte rase din univers și nu atacă altă specie decât dacă sunt convinși că vor ceva de la ea - caz în care nu se opresc până când nu își ating scopul. Savantul uman Charles Boutin îi ajută să capete conștiință de sine, ceea ce atrage recunoștința veșnică a obinilor, care ajung protectorii fiicei lui.
Ohu
O rasă extraterestră cu care omenirea se luptă la un moment dat pentru controlul unei colonii miniere. În lupta cu această rasă moare unul dintre membrii Bătrânilor Bășinoși, Maggie.
Qui
Rasă extraterestră aliată cu Uniunea colonială, a cărei planetă de baștină este Qui.
Rraey
Ființe asemănătoare unor găini, aflate într-un război continuu cu eneshanii și oamenii, pe aceștia din urmă considerându-i o sursă delicioasă de carne. Obțin de la Consu tehnologia cu tahinoni de detecție a salturilor, care le oferă un avantaj în fața oamenilor. În urma Bătăliei de pe Coral, oamenii distrug stația făcută cadou de Consu și fură planurile de realizare a ei.
Robu
Specie menționată în Brigăzile-Fantomă, despre care nu se dau niciun fel de detalii.
Salong
Salong trăiesc în colonii migratoare și, în ciuda faptului că aspectul lor pare prietenos (o combinație de om cu cerb), se hrănesc cu carnea oamenilor pe care îi cresc în ferme.
Vindi
Invadatori arahnoizi, cu care oamenii se luptă la un moment dat printre bolovanii din inelele planetei Udaspri.
Whaidanii
Whaidanii sunt o rasă slabă din punct de vedere militar, dar dotată cu o tenacitate ieșită din comun. Incapabili să conducă simultan cucerirea unor planete și apărarea propriului habitat, sunt ușor înfrânți de omenire.
Ylan
Rasă extraterestră aparținătoare a Conclavului care a sabotat colonia umană Khartoum.

## Opinii critice
Thomas M. Wagner descrie astfel romanul: „Inspirându-se fără ascunzișuri din Infanteria stelară, Războiul bătrânilor ia o temă incitantă privind conflictul extraterestru și o ambalează inteligent cu teme precum identitatea individuală, ce ne face umani, semnificația morții și etica vieții”. Justin Howe apreciază că „proza lui Scalzi revine la Epoca de Aur a science fictionului, rămânând în același timp proaspătă și plină de vibrație”.
Romanele Războiul bătrânilor și Ultima colonie au fost nominalizate la premiul Hugo pentru cel mai bun roman, primul în anul 2006, iar al doilea în 2008.

## Adaptări
În august 2014 SyFy a anunțat că dezvoltă un serial TV bazat pe universul Războiul bătrânilor, serial denumit Ghost Brigades.
În decembrie 2017, s-a anunțat că Netflix a cumpărat drepturile de autor ale seriei  Războiul bătrânilor și va realiza un  film original.